# George Carew (1er comte de Totnes)
Pour les articles homonymes, voir George Carew et Carew.
George Carew (29 mai 1555 – 27 mars 1629), connu comme Sir George Carew entre 1586 et 1605 et comme Lord Carew entre 1605 et 1626, a servi sous la reine Élisabeth Ire durant la Reconquête de l'Irlande par les Tudors et a été nommé président de Munster.

## Biographie
Un des chefs de l'expédition contre Cadix, il est nommé lord-président de Munster en 1599. Il y réprime l'insurrection de Desmond et O'Connor (1602) et, en récompense, obtient la pairie, les titres de baron, de conseiller privé et de grand-maître de l'artillerie.